# Cosmus Freuler
Cosmus Freuler (* 3. August 1780 in Azmoos, Gemeinde Wartau; † 10. Dezember 1838 in Glarus) war ein Schweizer Lehrer, Buchdrucker und Bibliothekar.
Er gründete die erste Buchdruckerei im Kanton Glarus und druckte die ersten Glarner Zeitungen. Von 1808 bis 1838 war er Lehrer an der evangelischen Schule in Glarus. Freuler war einer der ersten Schweizer Mundartschriftsteller.
Cosmus Freuler war der Vater des Pfarrers und Dichters Bernhard Freuler in Wölflingen. Dieser hat die Chronik des Johannes von Winterthur übersetzt.

## Werke von Cosmus Freuler (Auswahl)
- Ueber Arznei-Krämer und medicinische Polizei, in: Glarner Kantonsblatt 1821, S. 120–127.
- Bauerngespräch. Fridolin. Jakob. Melchior, in: Glarner Kantonsblatt 1822, S. 86–96.
- Freimüthige Gedanken über die gegenwärtigen politischen Verhältnisse in der Schweiz (1833)
- Volksgespräche und Erzählungen nach der Glarnerschen Mundart (1834)
- Das grüe, rot und gelb Goggärdli (1835)